# Oberburg BE
| BE ist das Kürzel für den Kanton Bern in der Schweiz. Es wird verwendet, um Verwechslungen mit anderen Einträgen des Namens Oberburg zu vermeiden. |

Oberburg, zur Unterscheidung häufig auch Oberburg b. Burgdorf genannt, ist eine Einwohnergemeinde im Schweizer Kanton Bern. Sie gehört zum Verwaltungskreis Emmental.

## Geographie

Luftbild aus 300 m von Walter Mittelholzer (1922)

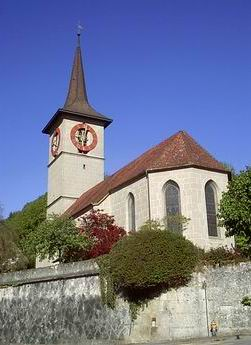
Kirche Oberburg

Oberburg liegt auf 547 m ü. M., 2 km südlich der Stadt Burgdorf (Luftlinie). Das Strassendorf erstreckt sich im Emmental, am westlichen Rand der hier rund 1 km breiten Talniederung der Emme, im Molassehügelland des höheren Schweizer Mittellandes.
Die Fläche des 14,1 km² grossen Gemeindegebiets umfasst einen Abschnitt des Emmentals. Im Osten verläuft die willkürlich gezogene Grenze im Talboden der Emme und trennt das baulich zu Oberburg gehörende Bahnhofquartier mit Gewerbezonen von der Gemeinde ab. Der Emmenschachen wurde früher von den Anstössergemeinden Burgdorf, Oberburg und Hasle bei Burgdorf gemeinsam als Allmend genutzt. Nachdem jedoch Streitigkeiten wegen der Nutzung zwischen den Gemeinden entbrannt waren, wurde das Gebiet 1704 aufgeteilt, so dass der östlich an Oberburg angrenzende Teil nun zu Burgdorf gehört.
Vom Talboden erstreckt sich der Gemeindeboden nach Südwesten auf die angrenzenden Molassehöhen mit Rothöchi (691 m ü. M.), Gibelwald (715 m ü. M.) und Hasliberg (bis 800 m ü. M.). Zwischen Rothöchi und Gibelwald mündet das Luterbachtal mit einem rund 300 m breiten flachen Talboden ins Emmental. Es bildete zusammen mit dem Unterbergental einst eine Schmelzwasserrinne am Rand des eiszeitlichen Rhonegletschers. Weiter nach Süden reicht der Gemeindebann in das obere Luterbachtal. Die Landschaft wird charakterisiert durch zahlreiche kurze Seitentäler und Gräben, welche durch Hügelkämme (so genannte Eggen) voneinander getrennt sind. Diese zeigen oft sehr starke Hangneigungen, was die landwirtschaftliche Bearbeitung des Gebietes erschwert. In den höheren Lagen herrschen deshalb Wald und Weideland vor. Das Hügelland im Bereich des oberen Luterbachtals erreicht durchschnittliche Höhen von 750 bis 850 m ü. M.
Im Weiteren besitzt Oberburg zwei Exklaven, die jeweils eine Fläche von rund 1 km² aufweisen. Die Exklave Tannen befindet sich im Quellgebiet des Luterbachs. Hier wird mit 899 m ü. M. auf dem Hügel oberhalb des Tannehüsli der höchste Punkt von Oberburg erreicht. Demgegenüber zeigt die Exklave Rohrmoos (564 m ü. M.), welche eine Mulde westlich von Burgdorf umfasst und von den Hügeln Oberholz (633 m ü. M.), Pleerwald und Rohrmishubel (611 m ü. M.) umgeben ist, wesentlich geringere Reliefunterschiede. Von der Gemeindefläche entfielen 1997 8 % auf Siedlungen, 34 % auf Wald und Gehölze, 57 % auf Landwirtschaft, und etwas weniger als 1 % war unproduktives Land.
Zu Oberburg gehören zahlreiche Weiler, Hofgruppen und Einzelhöfe, die weit verstreut in den Tälern und auf den Hügeln südwestlich des Dorfes liegen. Die wichtigen davon sind:
- Rohrmoos (564 m ü. M.) in einer breiten Mulde westlich von Burgdorf, am Fuss des Schneiteberges und an der Hauptstrasse von Burgdorf nach Bern
- Zimmerberg (714 m ü. M.) auf einem Hochplateau zwischen dem Unterbergental und dem Luterbachtal
- Hof (609 m ü. M.) auf einer Geländeterrasse am westlichen Talhang des Luterbachs
- Freudigen (639 m ü. M.) auf einer Geländeterrasse am östlichen Talhang des Luterbachs
- Obere Oschwand (712 m ü. M.) auf der Höhe südlich von Oberburg
- Untere Oschwand (614 m ü. M.) am westlichen Hang des Emmentals
- Breitewald (703 m ü. M.) auf Geländevorsprüngen am östlichen Talhang des Luterbachs
- Tannen (734 m ü. M.) im Quellgebiet des Luterbachs

Nachbargemeinden von Oberburg sind Burgdorf, Hasle bei Burgdorf, Lützelflüh, Vechigen, Krauchthal und Rüti bei Lyssach.

## Bevölkerung
Mit 2926 Einwohnern (Stand 31. Dezember 2023) gehört Oberburg zu den mittelgrossen Gemeinden des Kantons Bern. Im Jahr 2000 waren vn den Bewohnern 89,7 % deutschsprachig, 3,0 % sprachen Serbokroatisch und 2,1 % Italienisch. Die Bevölkerungszahl von Oberburg belief sich 1850 auf 2200 Einwohner, 1900 auf 2745 Einwohner. Der Höchststand wurde bereits 1910 mit 3041 Einwohnern erreicht. Danach pendelte die Bevölkerungszahl stets im Bereich zwischen 2930 und 3030 Personen. Seit 1970 (3015 Einwohner) wurde wieder eine leichte Bevölkerungsabnahme verzeichnet.

## Politik
Gemeindepräsident ist Werner Kobel (SVP).
Die Stimmenanteile der Parteien anlässlich der Nationalratswahl 2023 betrugen: SVP 44,8 % (+0,6 %), SP 15,6 % (+3,3 %), Mitte 10,7 % (−2,4 %), GPS 7,6 % (+−0,0 %), glp 6,3 % (±0,0 %), EDU 5,0 % (+2,3 %), FDP 4,7 % (+0,1 %), EVP 3,1 % (+−0,0 %), PdA 0,0 % (−1,3 %).

## Wirtschaft
Oberburg war bis in die zweite Hälfte des 19. Jahrhunderts ein vorwiegend durch die Landwirtschaft geprägtes Dorf. Dank dem Wasseranstoss (Kanal und Bäche) und der günstigen Verkehrslage entwickelten sich schon früh zahlreiche Gewerbebetriebe, beispielsweise im 17. Jahrhundert eine Hammerschmiede. Im 19. Jahrhundert gesellten sich Webereien, Ziegeleien und Giessereien dazu.
Wegen des grossen Umlandes haben der Ackerbau, der Obstbau sowie die Viehzucht und die Milchwirtschaft noch heute einen bedeutenden Stellenwert in der Erwerbsstruktur der Bevölkerung. Zahlreiche weitere Arbeitsplätze sind im Gewerbe und im Dienstleistungssektor vorhanden.
Grössere Gewerbe- und Industriezonen entwickelten sich entlang der Hauptstrasse am nördlichen und südlichen Ortsrand sowie im Bahnhofquartier, das jedoch politisch zu Burgdorf gehört. In Oberburg sind heute verschiedene Unternehmen der Elektrobranche, des Baugewerbes, des Maschinenbaus, der Präzisionsmechanik, der Informatik und der Holzverarbeitung vertreten. Einzelne Unternehmen sind europaweit bekannt, so die Jenni Energietechnik AG, ein Unternehmen für Sonnenenergienutzung.
In den letzten Jahrzehnten hat sich Oberburg auch zu einer Wohngemeinde entwickelt. Viele Erwerbstätige sind deshalb Wegpendler, die hauptsächlich in Burgdorf und in der Agglomeration Bern arbeiten.

## Verkehr
Die Gemeinde ist verkehrstechnisch recht gut erschlossen. Sie liegt an der Hauptstrasse von Burgdorf nach Langnau im Emmental. Der nächste Anschluss an die Autobahn A1 (Bern-Zürich) befindet sich rund 7 km vom Ortskern entfernt. Am 12. Mai 1881 wurde die Eisenbahnlinie von Burgdorf nach Langnau mit dem Bahnhof Oberburg (auf Burgdorfer Gemeindeboden) eröffnet.
Im Halbstundentakt verkehrt eine Buslinie Richtung Burgdorf und Shopingmeile und Tschamerie, Hasle-Rüegsau (zeitweise).

## Geschichte
Die erste urkundliche Erwähnung des Ortes findet sich 1240 in der Phrase Johannes de Obrunburc (der Name steht also im Dativ); weitere frühe Nennungen sind de Obirnburch (1242) und de Oberenburch (1250). Der Ortsname bezieht sich auf die einst auf der Rothöchi stehende Burg, die in Abgrenzung von der «unteren Burg» in Burgdorf die «obere Burg» genannt wurde.
Seit der ersten Nennung sind die Herren von Oberburg erwähnt, deren Herrschaft unter der Oberhoheit der Grafen von Kyburg stand. Im Jahr 1406 gelangte das Dorf von den Kyburgern unter Berner Herrschaft und wurde dem Schultheissenamt Burgdorf zugeordnet. Wegen der Unterdrückung durch die Burgdorfer Herren kam es 1653 zu einem Aufstand, der jedoch niedergeschlagen wurde.
Nach dem Zusammenbruch des Ancien Régime (1798) gehörte Oberburg während der Helvetik zum Distrikt Burgdorf und ab 1803 zum Oberamt Burgdorf, das mit der neuen Kantonsverfassung von 1831 den Status eines Amtsbezirks erhielt. Mit der Industrialisierung in der zweiten Hälfte des 19. Jahrhunderts erlebte Oberburg einen bescheidenen wirtschaftlichen Aufschwung.

## Sehenswürdigkeiten
- Die aus dem Mittelalter stammende Pfarrkirche Sankt Georg enthält bedeutende Fresken von 1517.[7]
- Im alten Ortskern von Oberburg sind zahlreiche charakteristische Bauern- und Bürgerhäuser im Emmentaler Stil aus dem 17. bis 19. Jahrhundert erhalten. Einige davon reichen sogar ins 15. Jahrhundert zurück.

## Persönlichkeiten
- Johannes Erb (1635–1701), evangelischer Geistlicher und Wegbereiter des Pietismus
- Fabienne Buri (* 1999), Radsportlerin